# Eugenia candolleana
Também conhecida como ameixa-da-mata é uma planta da América do Sul,de ampla distribuição na costa do Brasil. Sendo que sua fruta é apreciada pelos humanos, consumida in natura.

## Sinônimos
Lista de sinônimos segundo o Reflora.
- Heterotípico Eugenia christovana Kiaersk.
- Heterotípico Eugenia friburgensis Glaz.
- Heterotípico Eugenia glandulosissima Kiaersk.
- Heterotípico Eugenia jequitinhonhensis Cambess.
- Heterotípico Eugenia mikaniana DC.
- Heterotípico Eugenia recurvata O.Berg

## Morfologia e Distribuição
Árvore de 4–7 m, caducifólia com copa rala, caracterizada pelo seu tronco liso vermelho-rosado com a casca desprendendo-se em lâminas. Natural da Floresta Pluvial Atlântica e da Restinga desde Pernambuco até o Paraná, é frequentemente cultivada em pomares domésticos. Folhas lanceoladas-acuminadas, subcoriáceas, glabra em ambas as faces, lustrosa, quase concolores, de 5–9 cm de comprimento. Inflorescência axilares, em racemos curtos, com poucas flores brancas, formadas de dezembro a janeiro. Frutos negros brilhantes, globosos, oblongos, com poupa espessa, carnosa-suculenta, firme, de sabor doce, com maturação de fevereiro a março, contendo 1-2 sementes que se soltam facilmente da poupa.